# Назаренко Олександр Вікторович
Назаренко Олександр Вікторович (нар. 24 червня 1986) — український дзюдоїст, Заслужений майстер спорту України. Срібний медаліст літніх Паралімпійських ігор 2016, бронзовий — на іграх 2020 року та золотий — на літніх Паралімпійських іграх 2024. Переможець командного чемпіонату світу 2019, чемпіон світу 2018 та Європи 2019 року. Багаторазовий переможець та призер Кубків світу та багаторазовий призер чемпіонатів світу. Повний кавалер ордена «За мужність».
Олександр Наразенко виступає в класі J2 (часткова втрата зору) та представляє Рівненщину.

## Біографія та кар'єра
Олександр Наразенко народився та виріс у Дніпрі. Має професію маляра-штукатура-облицювальника, потім закінчив фізкультурний коледж. Заочно навчався на факультеті фізичної реабілітації у Міжнародному економіко-гуманітарному університеті імені Степана Дем'янчука в Рівному.
Від народження Назаренко спадкові проблеми із зором. У 10 років батьки привели сина в зал дзюдо, де він тренувався із цілком здоровими дітьми, хоча лікарі були проти й наполягали на зниженні навантажень. 2010 року перейшов до Анатолія Пірога і вирішив тренуватися разом зі спортсменами з вадами зору. Того ж року спорстмен приїхав на чемпіонат України до Рівного, який проходив у центрі «Інваспорт». У 2014 році, після одруження, Назаренко переїхав до Рівного, яке має гарну тренувальну базу для парадзюдоїстів.
Олександр Назаренко є:
- переможцем командного чемпіонату світу 2019, чемпіоном світу 2018 та чемпіоном Європи 2019 року;
- призером чемпіонатів світу у 2014, 2015 та 2018 роках;
- призером чемпіонатів Європи у 2013 (3 місце), 2015 (2 місце), 2017 (3 місце) роках;
- переможцем Кубків світу у 2014, 2016, 2018, 2020, 2021 роках та призером Кубків світу (2015, 2019, 2021).

### Паралімпійські ігри
10 вересня 2016 року Олександр Назаренко виграв срібну медаль Паралімпійських ігор у Ріо-де-Жанейро. У «золотому» матчі спортсмен поступився супернику із Грузії Звіяду Гоготчурі.
29 серпня 2021 року на літніх Паралімпійських іграх у Токіо здобув бронзову медаль. У боротьбі за бронзу завершив поєдинок достроково — за 15 секунд Назаренко виконав прийом і переміг бразильця Артура Кавальсанте Да Сілву.
У фіналі літніх Паралімпійських ігор у Парижі переміг француза Геліоса Латчуману. На шляху до фіналу Назаренко іппоном перемагав італійця Сімоне Канніццаро (11:0) та узбекистанця Давурхона Кароматова (10:0).

## Особисте життя
Одружений з дзюдоїсткою і тренеркою Вікторією Вітковською. Подружжя має сина Назарія та доньку Анну.

## Відзнаки та нагороди
- Орден «За мужність» I ст. (18 вересня 2024) — за досягнення високих спортивних результатів на XVII літніх Паралімпійських іграх у місті Парижі (Французька Республіка), виявлені самовідданість та волю до перемоги, утвердження міжнародного авторитету України[9]
- Орден «За мужність» II ст. (16 вересня 2021) — за значний особистий внесок у розвиток паралімпійського руху, досягнення високих спортивних результатів на XVI літніх Паралімпійських іграх у місті Токіо (Японія), виявлені самовідданість та волю до перемоги, утвердження міжнародного авторитету України[10]
- Орден «За мужність» III ст. (4 жовтня 2016) — за досягнення високих спортивних результатів на XV літніх Паралімпійських іграх 2016 року в місті Ріо-де-Жанейро (Федеративна Республіка Бразилія), виявлені мужність, самовідданість та волю до перемоги, утвердження міжнародного авторитету України[11].